# Олислагерс, Никола
Никола Олислагерс (англ. Nicola Lauren Olyslagers, в девичестве — Макдермотт (McDermott); род. 28 декабря 1996, Норт-Госфорд) — австралийская легкоатлетка, двукратный серебряный призёр Олимпийских игр 2020 и 2024 в прыжках в высоту. Бронзовый призёр чемпионата мира 2023 года. Двукратная чемпионка мира в помещении (2024, 2025). Бронзовый призёр Игр Содружества 2018. Трёхкратная чемпионка Австралии (2019, 2021, 2022).

## Биография
Родилась 28 декабря 1996 года в городе Норт-Госфорд, Австралия.
Австралийка хорватского происхождения по материнской линии, её мать родом с острова Корчула, Хорватия. Изучает биохимию в Сиднейском университете. Её спортивный кумир — Бланка Влашич.
Евангелистская христианка и член пятидесятнической деноминации, которую она предпочитает не называть. Стала христианкой во время посещения молодёжного лагеря в возрасте 16 лет. Сказала, что приняла сознательное решение открыто рассказывать о своей христианской вере, которая, по её словам, для неё важнее, чем её спорт. Она описала это в интервью следующим образом: «В 2017 году для меня наступил важный момент, когда я щёлкнула переключателем, и я решила преследовать Бога, а не спорт — всё, что приходит от спорта, — это бонус, но я уже совершенен и совершенен и Любили как человека независимо от этого. Это просто позволило мне парить над каждой планкой для прыжков в высоту и больше не бояться, потому что меня любят, а это самое главное».
Её вдохновение часто исходит из библейских стихов и вдохновляющих посланий, которые она пишет на своем запястье. Она заявила, что никакая золотая медаль не может принести долговременное удовлетворение ее сердцу, и что любовь Бога, а не ее поведение определяет ее личность; Это причина, по которой она говорит, что сосредоточена на том, чтобы сделать свою личность вне спорта.
Руководит Everlasting Crowns, служением, посвящённым поощрению и обучению спортсменов.

## Спортивная карьера
Соревновалась в прыжках в высоту среди женщин на чемпионате мира по легкой атлетике 2017 года. Также участвовала в прыжках в высоту среди женщин на Играх Содружества 2018, где достигла личного лучшего прыжка на 1,91 метров и выиграла бронзовую медаль.
20 июня 2019 года установила личный рекорд — 1,96 м на городском стадионе в Остраве, Чешская Республика. Достигнув нового личного рекорда в 1,98 м в Зинне, Германия, 29 августа 2020 года поднялась на второе место в абсолютном списке австралийских прыгунов в высоту.
Установила рекорды Австралии и Океании с личным лучшим прыжком на 2,00 м 18 апреля 2021 года.
Улучшила свой личный рекорд до 2,01 м в Стокгольме 4 июля 2021 года и до 2,02 м на летних Олимпийских играх 2020 в Токио.

### Олимпиада 2020 в Токио
На Олимпийских играх в Токио 7 августа 2021 года выиграла серебряную медаль, уступив в финале россиянке Марии Ласицкене.
На чемпионате мира 2023 года, который состоялся в Будапеште, в прыжках в высоту стала бронзовой призёркой с результатом 1,99 метра.

## Личная жизнь
В апреле 2022 года вышла замуж за Риса Олислагерса и взяла его фамилию.